# Leeghwaterbrug (Den Haag)
De Leeghwaterbrug is een brug in Den Haag, in het zuidelijke stadsdeel Laak. De brug kreeg deze naam in 1956 en was daarvoor bekend als de "Slachthuisbrug".
Het wegdek van de brug maakt deel uit van het Leeghwaterplein. Over het plein en de brug rijden de Haagse tramlijnen 1, 16 en 17.
De brug overspant de Laakhaven, een kanaal.